# Ваздикс, Улдис Германович
У́лдис Ва́здикс (латыш. Uldis Vazdiks, 27 мая 1941 — 5 мая 2006) — советский и латвийский актёр театра и кино.

## Биография
Родился 27 мая 1941 года в Риге, в семье актёров Херманиса Ваздикса и Вилмы Ласмане. Сестра — актриса театра «Дайлес» Илзе Ваздика.
В 1959 году поступил на театральный факультет Латвийской государственной консерватории им. Я. Витола, спустя год перешёл в третью студию театра «Дайлес» (педагог Петерис Петерсонс), которую окончил в 1962 году. После окончания учёбы зачислен в штат театра «Дайлес», на сцене которого выступал в амплуа характерного героического актёра.
Много снимался в кино. Обладая запоминающейся внешностью, часто приглашался режиссёрами для большего акцентирования небольших ролей второго плана. Сыграл главную роль инспектора Пера Монссона в популярном комедийном детективе «Незаконченный ужин» режиссёра Яниса Стрейча.
Похоронен актёр 11 мая 2006 года в часовне Балтэзерского кладбища.

## Избранные театральные роли
- «Вей, ветерок!» Райниса — Улдис
- «Четыре дня в июне» Раймонда Стапрана — Карлис Улманис
- «В огне» Рудольфа Блауманиса — Акментиньш

## Фильмография
- 1963 — Он жив (к/м) — эпизод
- 1964 — След в океане — Гунар Калныньш, старшина второй статьи
- 1968 — Времена землемеров — эпизод
- 1969 — Последняя реликвия — Сийм
- 1970 — Клав — сын Мартина — Имантс
- 1972 — Слуги дьявола на чёртовой мельнице — молодой барон
- 1972 — Последнее дело комиссара Берлаха
- 1973 — Подарок одинокой женщине
- 1974 — Не бойся, не отдам! — Вилис
- 1974 — Верный друг Санчо — эпизод
- 1975 — В клешнях чёрного рака — Мартиньш
- 1976 — Под опрокинутым месяцем — Валдис
- 1977 — Мальчуган — хозяин хутора
- 1977 — Будьте моей тёщей! — жулик
- 1978 — Открытая страна — «Тахта»
- 1978 — День первый, день последний — Маркус
- 1979 — Незаконченный ужин — инспектор Пер Монссон
- 1980 — Долгая дорога в дюнах — рыбак Мартиньш
- 1980 — Братья Рико
- 1981 — На грани веков — эпизод
- 1982 — Блюз под дождём — художник
- 1983 — Мираж — Хетвилд, управляющий комплексом отдыха
- 1983 — Оборотень Том — Микелис
- 1984 — Когда сдают тормоза — милиционер
- 1984 — Мой друг Сократик — папа Сократика
- 1985 — В поисках капитана Гранта — Вильсон
- 1985 — Блудный сын / Sūnus palaidūnas
- 1986 — Все против одного — Майкл Трап, лейтенант полиции
- 1987 — Стечение обстоятельств — Юлиан
- 1987 — Отряд специального назначения
- 1987 — Воскресный день в аду — «Людоед»
- 1988 — Виктория — эпизод
- 1988 — Час полнолуния — капитан
- 1988 — Государственная граница. Солёный ветер — полковник Арен
- 1991 — В петле — Алфред Алпс
- 1992 — Дуплет — доктор
- 2000 — Страшное лето — Карлис Улманис
- 2002 — Каменская 2 — частный детектив